# Jean Rondeau
Pour les articles homonymes, voir Rondeau.
Jean Rondeau est un pilote et constructeur automobile français né le 13 mai 1946 au Mans (Sarthe) et mort le 27 décembre 1985 à Champagné (Sarthe).

## Biographie
À huit ans, Jean Rondeau dessine déjà des voitures de courses avec la conviction qu'il en prendra un jour le volant. Il débute en compétition automobile en 1968 et termine deuxième du « Trophée Alpine ». En 1969, il est finaliste du Volant Shell. Entre 1970 et 1971, il décroche douze victoires en course de côte et cinq autres sur circuit au volant d'une Alpine Renault. Une partie de son rêve d'enfant prend forme.

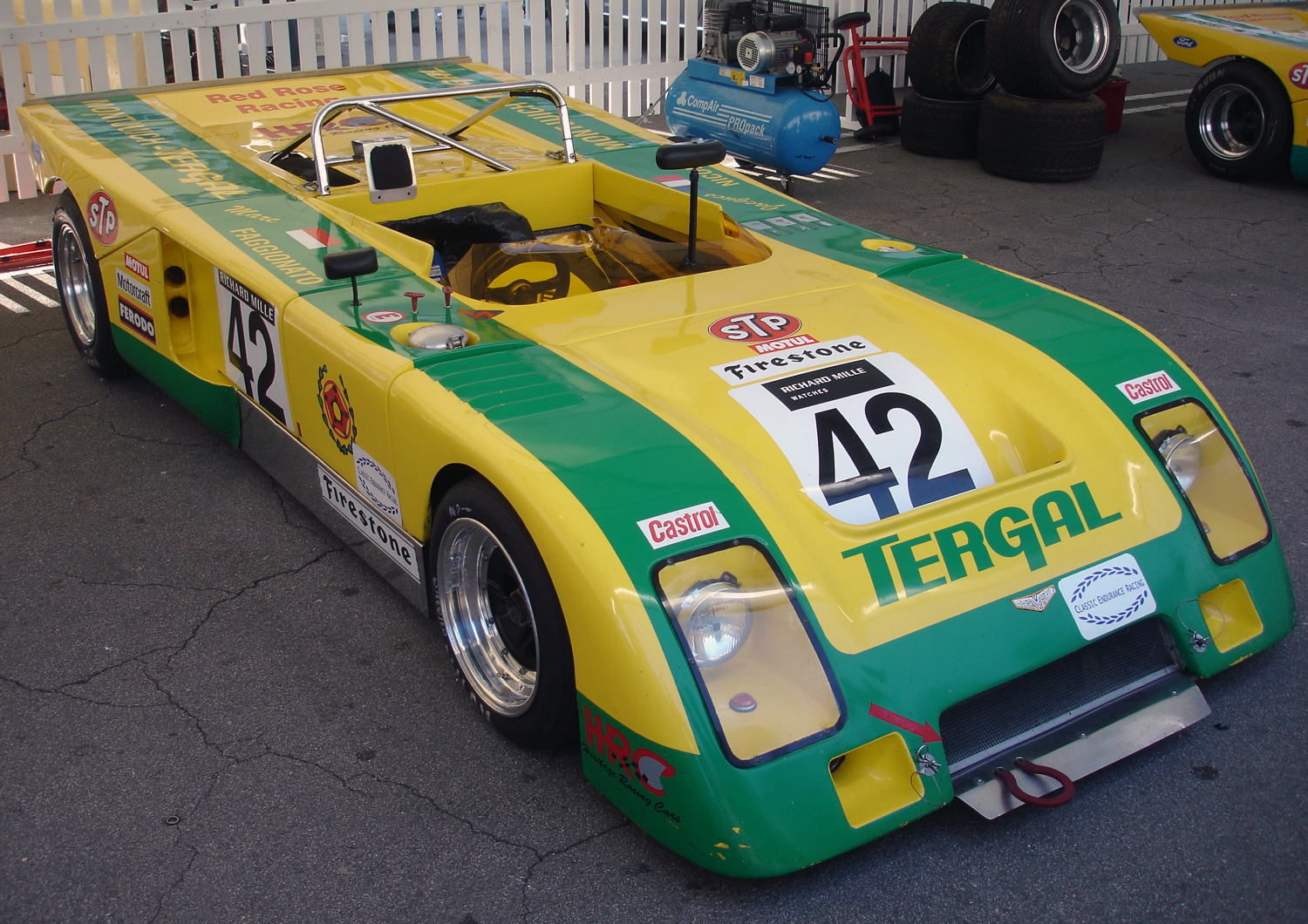
Une Chevron B21 (1972).

Il participe aux 24 heures du Mans en 1972 sur une Chevron B21 et obtient le meilleur temps aux essais dans sa catégorie (2 litres). Il est en tête de cette catégorie lorsqu'il est contraint à l'abandon après neuf heures de course (faute de moyens financiers, il ne disposait pas d'un stock de pièces de rechange suffisant). Il poursuit sa carrière en Sport-prototypes et décroche une deuxième place en 1973 sur le circuit de Zeltweg en Autriche. 
En 1974, il remporte le trophée British Leyland et termine les 24 heures du Mans à la 19e place au volant d'une Porsche 908/2. En 1975, bien que pilote officiel British Leyland, il décide de concevoir ses propres châssis de course.
En juillet 1975, avec le soutien de quelques amis, Rondeau crée l'association ATAC dont l'objectif est de construire une voiture pour les 24 Heures du Mans 1976. Sa rencontre avec Charles James en septembre permet de financer le projet et deux voitures sont  engagées aux 24 Heures du Mans sous le nom d'Inaltéra, un fabricant de papier peint lyonnais. Fait unique dans les annales, bien que construites en cinq mois (les premiers tours de roues ont eu lieu le 2 mars 1976) les voitures sont toutes les deux à l'arrivée de l'épreuve sarthoise.
En 1977, trois voitures sont engagées et là encore toutes atteignent le drapeau à damiers. La no 1, confiée au duo Jean-Pierre Beltoise- Al Holbert, réussit un fantastique début de course en pointant à la 3e place devant la meute des Porsche, puis connaît un incident lors d'un ravitaillement où une quarantaine de litres d'essence se répand dans l'habitacle. Malgré un nettoyage soigneux, l'étincelle du démarreur électrique fait s'enflammer les vapeurs d'essence et le feu se propage à toute la cellule d'où est extrait avec violence Beltoise. Après 1 h 10 min de réparations, le Français reprend le volant et amène sa voiture à la 13e place. La voiture no 2 quant à elle est confiée à un équipage féminin Lella Lombardi/Christine Beckers et termine onzième malgré une sortie de route dans les Hunaudières dû à un invraisemblable court-circuit au niveau du coupe-circuit qui leur a coûté plus de 2 heures. La troisième voiture (no 88) pilotée par Rondeau et Jean Ragnotti échoue au pied du podium pour 40 secondes. Rondeau ayant pris le départ, il était convenu que Ragnotti ferait l'arrivée et c'est pendant le dernier changement de pilote que la Porsche no 40 leur ravit la troisième place.

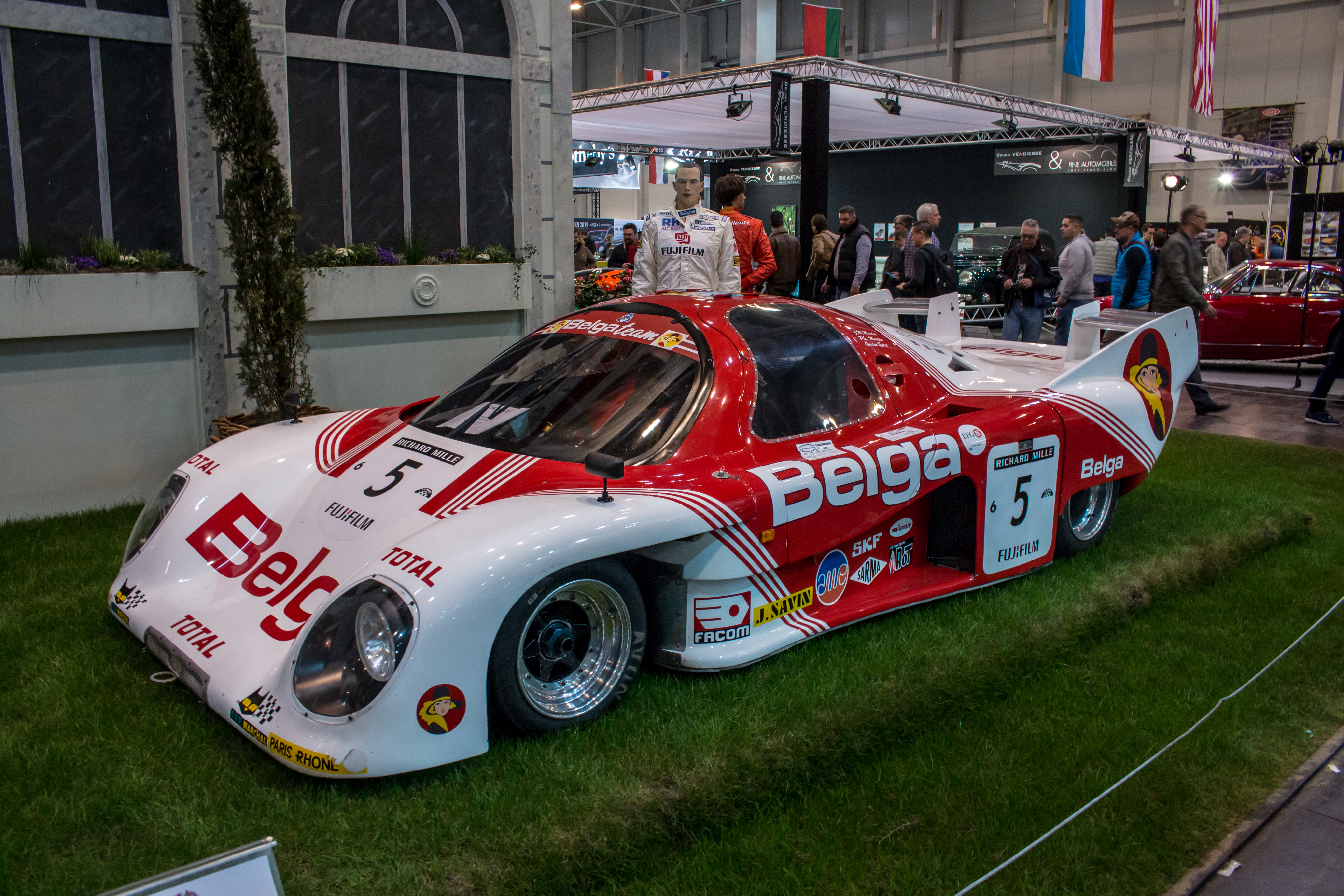
La première Rondeau, la M378.

Après la perte de son commanditaire principal en juillet 1977 et la « récupération » de tout le matériel par la nouvelle équipe dirigeante d'Inaltéra, Jean Rondeau doit construire une nouvelle voiture avec l'aide de bénévoles, le concours de SKF et de nombreux commanditaires manceaux : le budget est cinq fois inférieur à celui procuré par Inaltéra. La voiture est présentée en mai 1978 en présence de Joël Le Theule le député sarthois et de son adjoint un certain François Fillon. Comme les années précédentes, la voiture franchit la ligne d'arrivée et termine neuvième du classement général et surtout remporte la catégorie GTP.
En 1980, Rondeau devient le premier pilote et constructeur (et le seul à ce jour) à remporter les 24 Heures du Mans au volant de sa propre voiture, la M379,,, associé au Normand Jean-Pierre Jaussaud (déjà victorieux deux ans plus tôt en compagnie de Didier Pironi, sur la Renault Alpine A442B). La fiabilité des Rondeau est unique et remarquable : les sept premières voitures sont toutes à l'arrivée des 24 Heures et gagnent même la catégorie GTP à trois reprises.

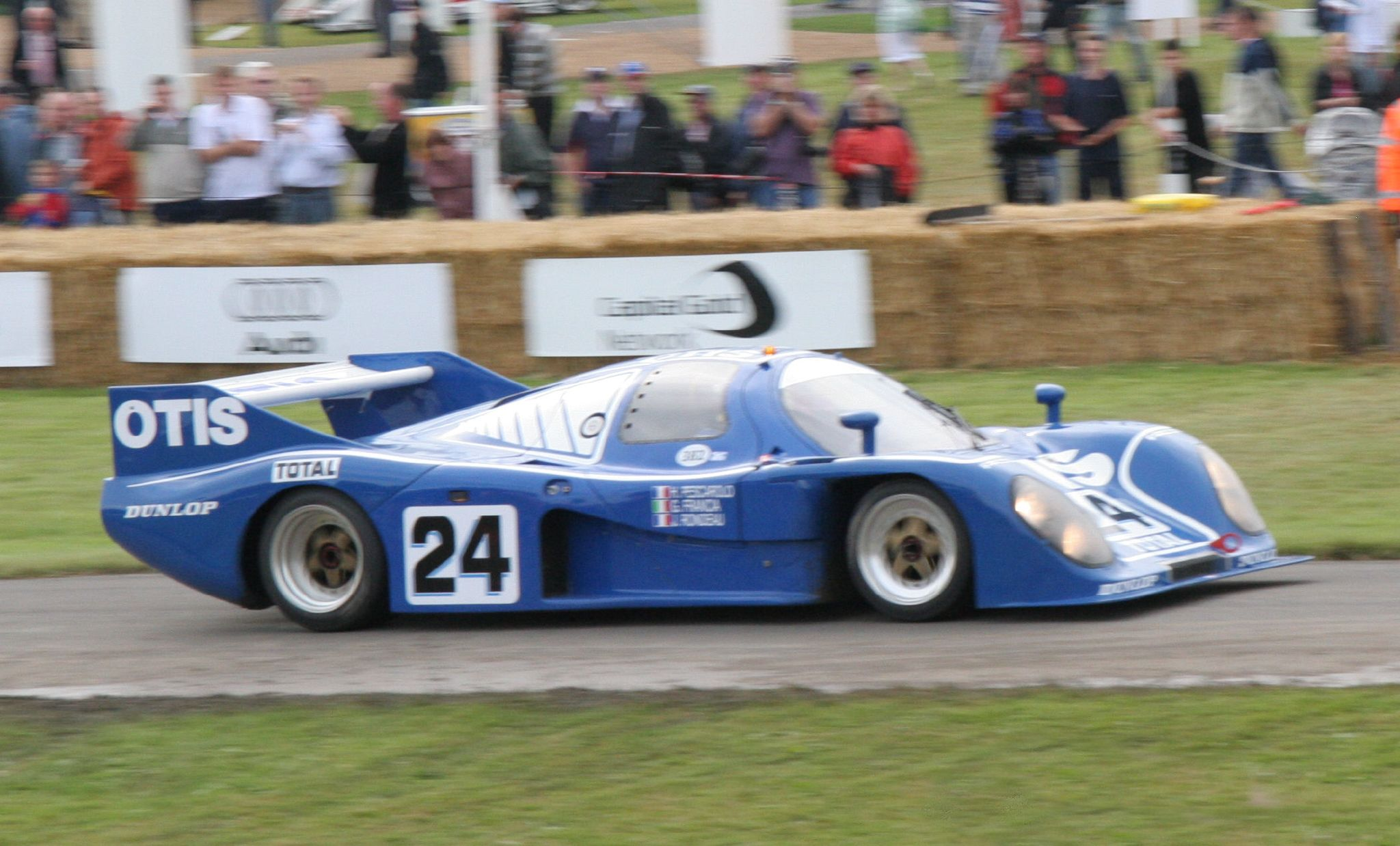
Une Rondeau M382.

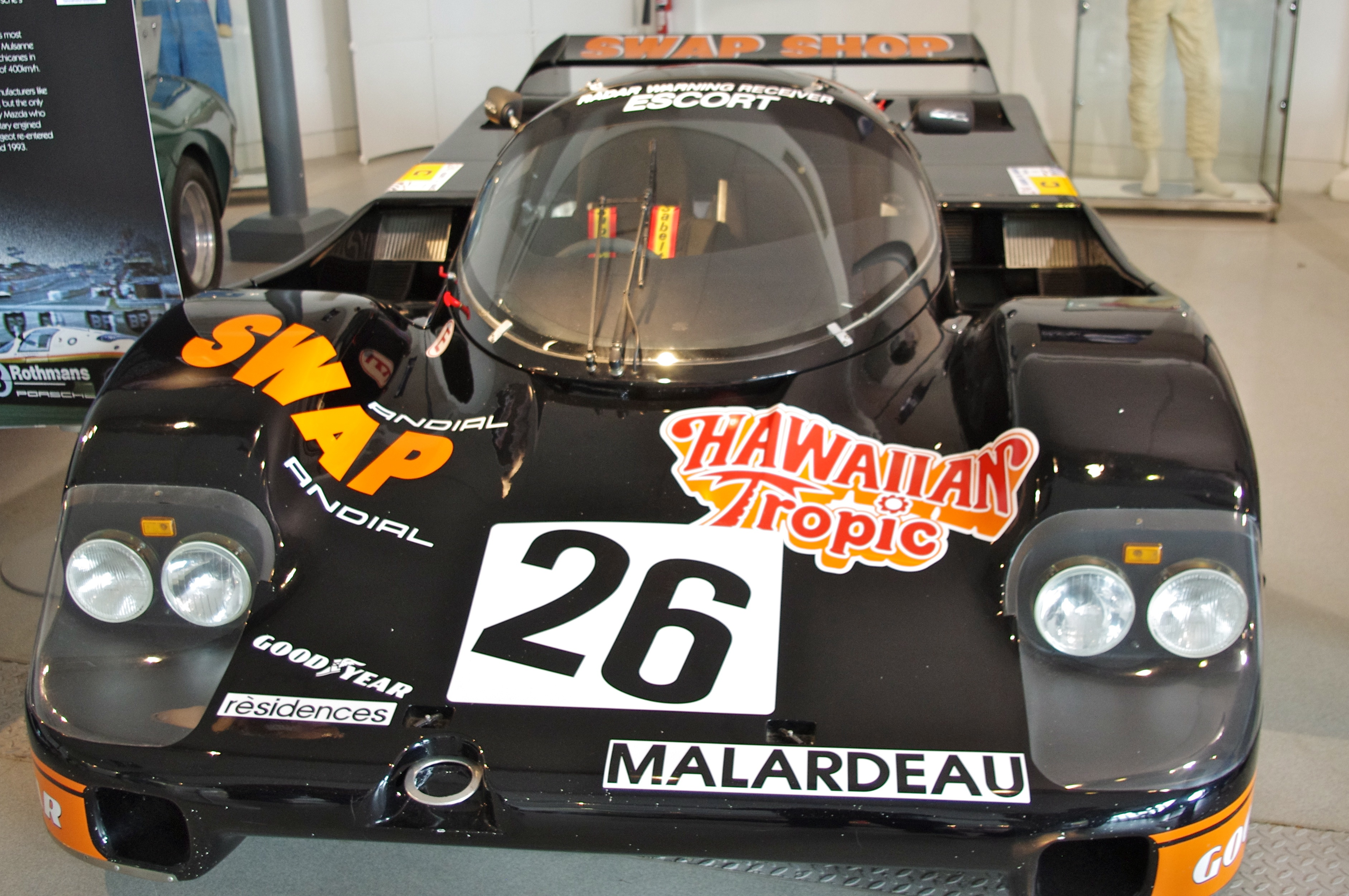
La Porsche 956 no 26 pilotée par Preston Henn, Jean Rondeau et John Paul Jr. lors des 24 Heures du Mans 1984.

Il se classera encore personnellement huitième des 1 000 kilomètres de Spa avec la M382 en 1982, ainsi que seizième des 24 Heures de Spa la même année sur une Ford Capri du team I.R.S. Euromotor.
Par la suite l'artisan-constructeur manceau cherchera à se diversifier et réalisera une Formule Ford qui brillera sur tous les circuits de l'hexagone remportant d'ailleurs le Championnat de France dès sa première année de compétition en 1984 avec le Tourangeau Jean-Philippe Grand au volant.
Il roulera aussi plusieurs fois aux 24 Heures du Mans sur d'autres autos que les siennes et notamment sur une WM-Peugeot (no 42) en 1985 associé à Michel Pignard et Jean-Daniel Raulet (17e) et aussi sur des Porsche comme en 1984 dont la 956 no 26 propriété de son ami le richissime pilote américain Preston Henn et dont Jean partagea le volant avec John Paul Jr. comme troisième larron. Ce trio finira à une brillante seconde place.

### Mort
Jean Rondeau meurt le 27 décembre 1985, percuté par un train au passage à niveau de Champagné à proximité de ses ateliers à l'est du Mans. Il est inhumé au cimetière de Saint-Pavin-des-Champs au Mans.
À sa mort, son équipe technique Synergie (Beloou-Bone-Monté) reprendra le flambeau début 1986 et fabriquera à son tour une monoplace, l'Alpa. Celle-ci va rapidement briller sur les circuits en Formule Renault. Par la suite, l'équipe GDBA de Formule 3000 créée par Gilles Gaignault s'installera à son tour dans les locaux de Champagné. Devenus trop exigus, les ateliers de Champagné seront ensuite abandonnés au profit de locaux plus vastes et modernes situés non loin à Changé.

## Palmarès de Jean Rondeau et des voitures Inaltera-Rondeau aux24 Heures du Mans
- 1976
  - 8e Pescarolo-Beltoise : (Inaltéra no 1 Ford) (1er GTP)
  - 21e Jaussaud-Jean Rondeau- "Christine" Beckers (Inaltéra no 2 Ford)

- 1977
  - 4e Ragnotti-Rondeau (Inaltéra Ford) (1er GTP et première voiture française)
  - 11e Lombardi-« Christine » (Christine Beckers) : (Inaltéra Ford)
  - 13e Beltoise-Holbert (Inaltéra Ford)

- 1978
  - 9e Rondeau-Darniche Haran (M 378 Ford) (1er GTP)
  - 13e Chevalley-Trisconi (Inaltéra Ford)

- 1979
  - 5e Ragnotti-Darniche (M 379) 1er groupe 6
  - 10e Pescarolo-Beltoise (M 379)
  - Ab Rondeau Haran (M 379) Abandon sur sortie de route

- 1980
  - 1er Rondeau-Jaussaud (M 379 B) (1er à la distance 1er Groupe 6)
  - 3e Martin-Martin-Spice (M 379 B)
  - Ab Pescarolo-Ragnotti (M 379 B) Abandon joint de culasse

- 1981
  - 2e Streiff-Schlesser-Haran (M 379 CL) 1er GTP
  - 3e Migault-Spice (M 379 CL)
  - Ab Rondeau-Jaussaud (M 379 C) Abandon direction
  - Ab Ragnotti-Lafosse (M 379 C) Abandon à la suite de l'accident mortel de Jean-Louis Lafosse
  - Ab Pescarolo-Tambay (M 379 C) Abandon pompe à essence

- 1982
  - 10e Yver-Sotty-Guitteny (M 379 C)
  - 15e Bussi-Witmeur-de Dryver (M 382)
  - Ab Haran-Poulain-Candy (M 379 C) Abandon moteur
  - Ab Rondeau-Ragnotti-Pescarolo (M 382) Abandon moteur
  - Ab Migault-Spice-Lapeyre (M 382) Abandon moteur
  - Ab Pescarolo-Jaussaud (M 382) Abandon moteur

- 1983
  - 19e Herregods-Witmeur-Libert (M 382)
  - Ab Guitteny-Yver-de Drywer (M 382)
  - Ab Boutsen-Pescarolo (M 482)
  - Ab Elford-Gouhier-Verney (M 379 C)
  - Ab Alain Ferté-Rondeau-Michel Ferté (M 482)
  - Ab Snobeck-Lapeyre-Alain Cudini (M 382)
  - Ab Streiff-Jaussaud (M 482)

- 1984
  - 11e Grand-Libert-Witmeur (M 379 C)
  - 13e Jim Mullen-Bohren-Ferté (M 482)
  - Ab Yver-de Drywer-Rousselot (M 382)
  - Ab Bussi-Jack Griffin-Bruno Ilien (M 382)
  - Jean Rondeau ne court pas sur une de ses voitures mais sur Porsche 956 avec succès puisqu'il termine 2e.

- 1985
  - 18e Sotty-Justice-Oudet (M 382)
  - Ab Yver-Rousselot-Servanin (M 382)
  - Ab Gonin-Witmeur-De Thoisy (M 482)
  - Ab Dubois-Striebig-Del Bello (M 379 C)
  - Ab Bussi-Griffin-Speer (M482)
  - Rondeau court sur une WM-Peugeot (17e)

- 1986
  - 13e Grand-Goudchaux-Menant (M 482)
  - 17e Del Bello-Rossiaud-Sotty (M 379 C)
  - Ab Oudet-Justice (M 382)

- 1987
  - 12e Grand-Terrien-Rahier (M 482)

- 1988
  - Non Classés Pierre Alain Lombardi *-Sotty (M 379 C)

* Ne pas confondre avec Lella Lombardi

## Jean Rondeau constructeur
- 1982 : vice-champion du monde des marques (victoire aux 1 000 kilomètres de Monza).
- 1984/1985 : 1er du Championnat de France de Formule Ford

## Hommages
- Tous les ans un Prix Jean Rondeau est remis à un jeune pilote français afin de perpétuer la mémoire de ce personnage exceptionnel auprès des jeunes générations. Le premier fut attribué en septembre 1987 par Madame Renée Rondeau à Michel Trollé pour sa brillante saison en Formule 3000 avec l'équipe GDBA Motorsports.

## Galerie

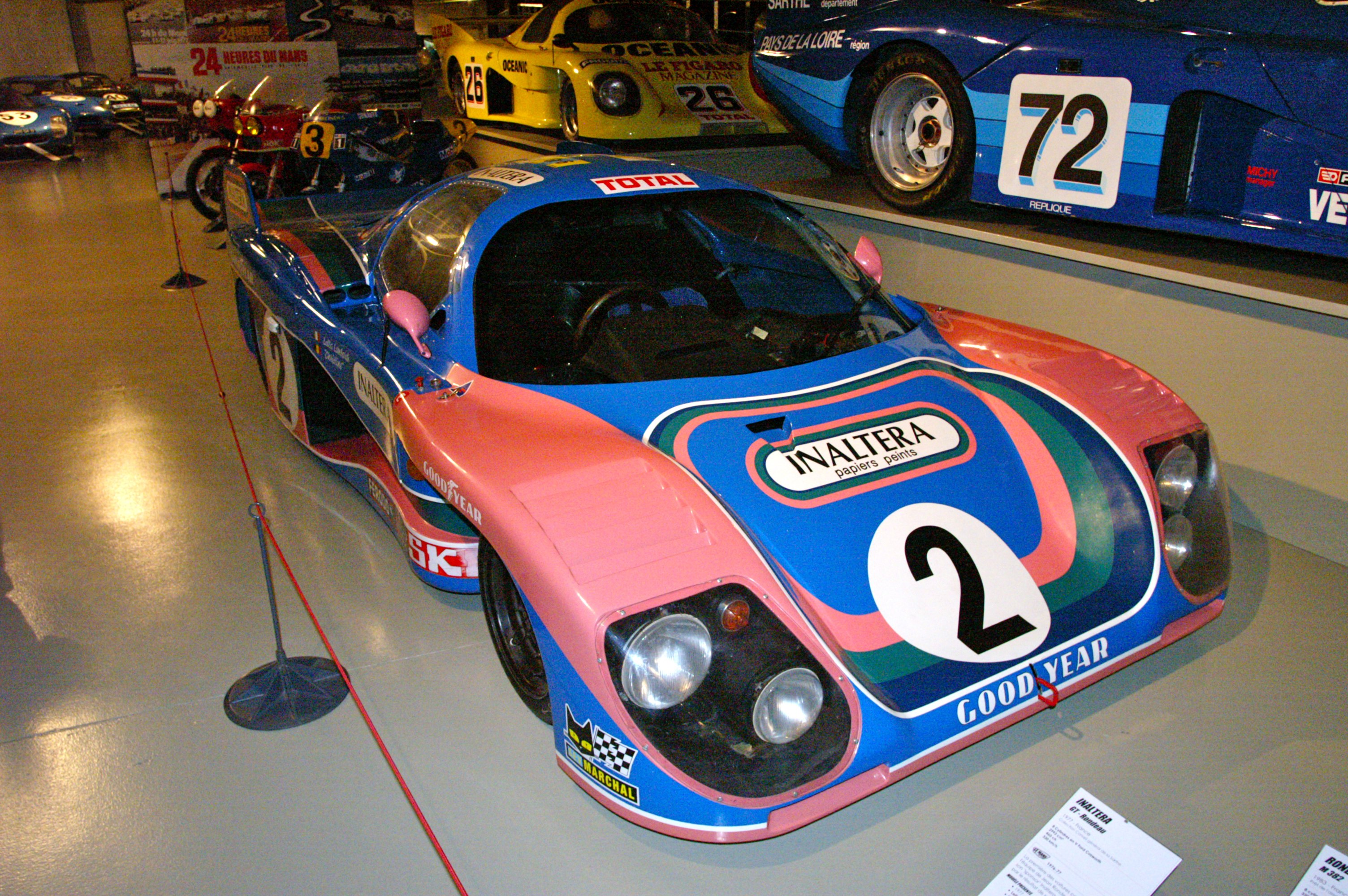
L'Inaltéra.
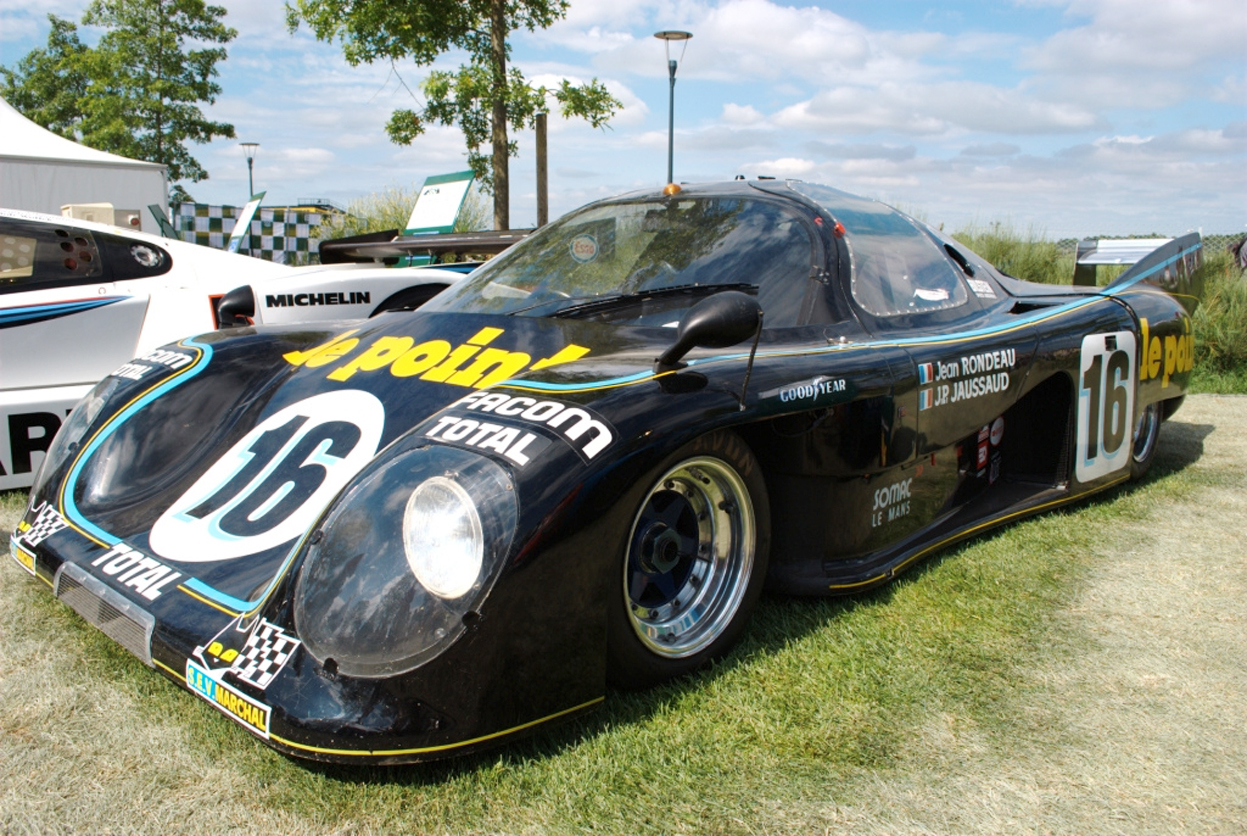
La M379B gagnante des 24 Heures du Mans 1980.
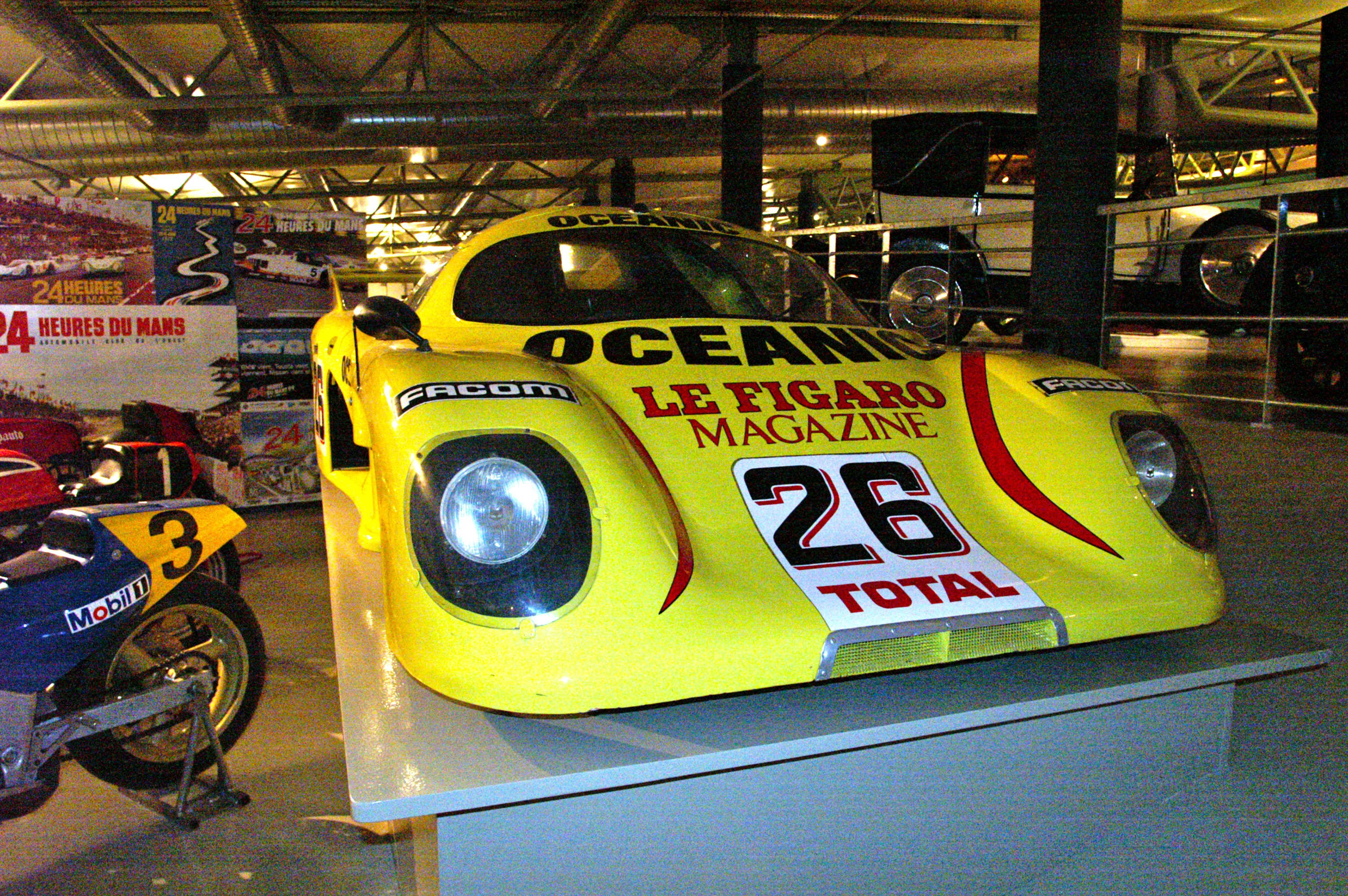
La M379 d'Henri Pescarolo et Patrick Tambay des 24 Heures du Mans 1981.
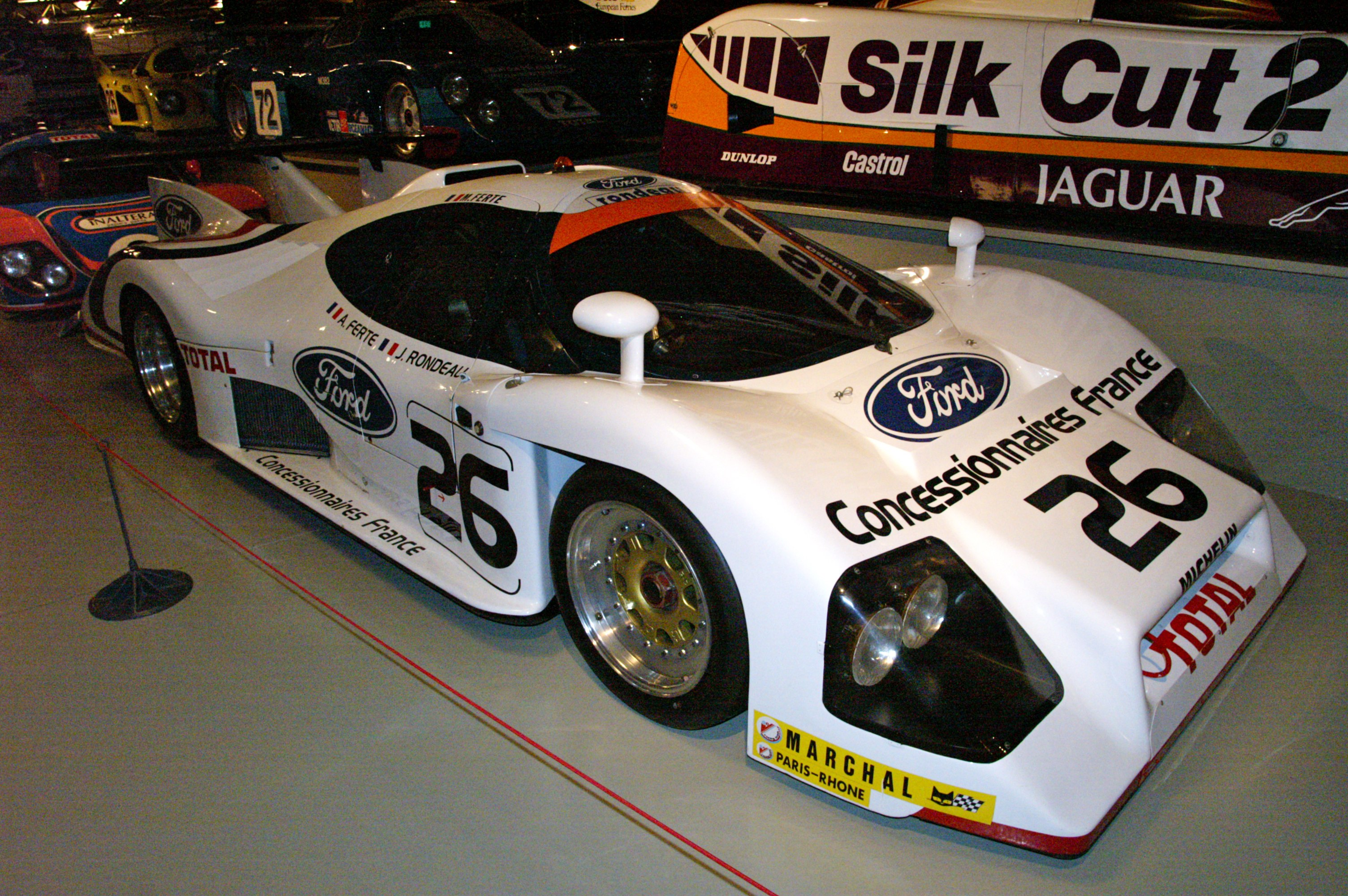
La M482.

## Publications
- Jean Rondeau en collaboration avec Renaud de la Borderie, Jean Rondeau à la course à la vie, Paris, Solar, 1982  (ISBN 2263006338) (OCLC 461950057)